# ブルーサーマル -青凪大学体育会航空部-
『ブルーサーマル -青凪大学体育会航空部-』（ブルーサーマル あおなぎだいがくたいいくかいこうくうぶ）は、小沢かなによる日本の漫画作品。『月刊コミック@バンチ』（新潮社）にて、2015年6月号から2018年1月号まで連載された。
埼玉県熊谷市にある妻沼滑空場を舞台に、大学の航空部を描いた作品。タイトルの「ブルーサーマル」とはスカイスポーツ用語で「雲などを伴わず、目に見えない上昇気流」の意。連載中には、同市の権田酒造や秩父鉄道などとのコラボ企画や熊谷市報の表紙を飾るなど地域おこしに用いられた。また、VR映像の作品も登場した。本作は5巻が駆け足展開で終わっており、最後に第一部完という文字が出ている。
2021年11月20日より本作の前日譚となる『ブルーサーマル FIRST FLIGHT』を『LINEマンガ』（LINE Digital Frontier）にて、限定先行配信で連載開始。倉持の恋愛が描かれている。『月刊コミックバンチ』2022年4月号では、読み切り『ブルーサーマル -青い約束-』が掲載された。

## 作品背景
作者の小沢は大学進学前から少女漫画家として活動し、大学在学時は体育会の航空部にも所属した。卒業後は当時の経験を活かしグライダーの漫画を手掛けたいと考えていたが、一方で漫画家として行き詰まりを感じていた。そこで、これが最後と思い師匠にあたるうめ（小沢高広、妹尾朝子）に相談したところ、「それは是非描いてからにしろ」と後押しされる形で、編集部に企画を持ち込み、3年の構想期間を経て連載に至った。
当初のプロットの段階では、入部から練習の模様をこつこつと描くような玄人向きの内容だったが、読者に受け入れやすいようにフィクションを織り交ぜる形に変更された。小沢によれば、主人公の都留たまきがグライダーを始めるきっかけになったエピソードを描く際、フィクションを織り交ぜる（ひょんなことからグライダーを破損させる事件を起こす）ことには抵抗感があったといい、第1話を読んだ航空部の部員から実際にお叱りを受けたと語っている。なお、第1話から主人公がグライダーで空を飛ぶまでを描いた点について、当時の担当編集者は「主人公がグライダーで初めて空を飛ぶところまでを描かないと読者が入り込めないと思ったからです」と語っており、第1話の読者アンケートは1位を獲得したという。
また、主人公についても当初は「才能のない子が頑張る」努力型として描く希望があったが、「マイナースポーツで主人公が悩んじゃったら読んでもらえない」と助言を受けたため天才型として描くことになった。そのため主人公は作者とは離れた存在となってしまったが、4巻以降はライバルや裏方といった周囲の人々にも焦点を当てる形となり、2017年のインタビューでは「航空部員だけどパイロットとして飛ぶのではなく、いろんな事情があって裏方専門の人もいますが、そういう人は実際にいます。全員を描ききるまで連載を続けていきたいですね」との希望を語っていた。

## あらすじ
長崎県出身の都留たまきが青凪大学に入学するところから話が始まる。たまきは高校時代にはバレーボールに熱心に打ち込んでいたが、2年生の時に告白した際に「体育会系女子は恥ずかしい」とフラれたことがきっかけで、大学では脱体育会系女子を目指してテニスサークルに体験参加する。
その最中、グライダーを移送していた体育会航空部の空知大介に誤ってテニスボールをぶつけ、グライダーを破損させてしまう。主将の倉持潤からグライダーの修理費200万円を請求されるが支払えないため、航空部に雑用係として入部することになる。たまきは雑用係として河川敷を走り回っていたが、倉持の気まぐれで彼の操縦するグライダーに同乗することになり、一面に広がる空の青さに引き込まれるのだった。

## 登場人物
演の項はVR映画版の俳優、声の項は劇場アニメ版の声優。

### 青凪大学
都留 たまき（つる たまき）
演 - 小野花梨
声 - 堀田真由
本作の主人公。青凪大学1回生。19歳。通称つるたま。母親からはたまと呼ばれている。長崎県出身で高校時代は名の知れた強豪校でバレーボール一筋の生活をしていた。恋がしたいという目的で一浪して上京。しかし、テニスサークル体験参加中にグライダーを破損させてしまったことから体育会航空部に雑用係として入部する。優秀な姉と比較され、5歳のころから父親に体罰を受けていた。姉に「一生いちばんにはなれない」と言われたことがトラウマになっている。ジブリアニメが好きで、グライダーを初めて見た時は『風の谷のナウシカ』に登場するメーヴェみたいなやつと発言している。背は低いが、体重は50キログラムと重め。
空知 大介（そらち だいすけ）
演 - 田中偉登
声 - 榎木淳弥
青凪大学2回生。1回生の養成担当として、たまきにグライダーの原理などを指導するが、たまきとは喧嘩ばかり。倉持に誘われて青凪大学体育会航空部に入ったが、未だに同乗して貰ったことがない。パイロットになるのが夢。
倉持 潤（くらもち じゅん）
演 - 水石亜飛夢
声 - 島﨑信長
青凪大学理工学部機械工学科4回生。体育会航空部主将。自身を超天才と語る前年度個人戦優勝者。学生でありながら教官の資格も持っている。グライダーをメーヴェみたいと発言したことからたまきのことを気に入る。大介より先にたまきを同乗させて飛んだ際、たまきにグライダーのセンスがあることを疑うようになる。グライダーの大会賞金300万を餌にたまきを引き留め、再度たまきと同乗。その時にたまきが天性の感覚を持ち合わせた逸材だと確信する。たまきのことは「つるたまこ」と呼ぶ。昨年度は6位止まりだった団体戦優勝を目標に掲げている。喫煙者。
南葉 良平（なんば りょうへい）
声 - 古川慎
青凪大学4回生。体育会航空部主務。ちづるからは倉持以外大した選手がいない青凪の中でまあマシと言われる技術。
成原 映太（なるはら えいた）
声 - 村瀬歩
青凪大学社会学部メディア社会科学科1回生。高校時代は写真部で、飛行機を撮るのが一番好きだった。
室井 ゆかり（むろい ゆかり）
声 - 白石晴香
青凪大学国際文学部国際文化学科1回生。ピンクのつなぎを着ているギャル。グライダーの知識はたまきと同程度。
牧 綾子（まき あやこ）
声 - 大地葉
青凪大学理工学部機械工学科1回生。つなぎマニア。高校時代は吹奏楽部。
相原 春風（あいはら はるかぜ）
声 - 八代拓
青凪大学3回生。機体班主任。責任感が強く、ミニドライバーを紛失したたまきが買って返すと発言した際、買って返して済む問題ではないと叱るが、本来は仲間思いな性格。
浅野目 和茂（あさのめ かずしげ）
声 - 野津山幸宏
青凪大学2回生。機体班。
朝比奈 燿（あさひな よう）
声 - 小野大輔
青凪大学航空部OB。卒部後も倉持とのとある約束のために支援を行う。

### 阪南館大学
矢野 ちづる（やの ちづる）
声 - 小松未可子
阪南館大学4回生。体育会航空部主将。たまきの異母姉だが、両親が離婚したため、会場で会うのも4年振りだった。たまきを見下し嫌っている。
羽鳥 楓（はとり かえで）
声 - 河西健吾
新人戦の優勝候補筆頭と言われている。

### 榮桜大学
有坂 祐介（ありさか ゆうすけ）
声 - 水石亜飛夢
榮桜大学4回生。前年度個人戦は2位。倉持のことをライバル視している。

## 書誌情報
- 小沢かな 『ブルーサーマル -青凪大学体育会航空部-』 新潮社〈BUNCH COMICS〉、全5巻
  1. 2015年9月9日発売[17]、ISBN 978-4-10-771840-2
  2. 2016年4月9日発売[18]、ISBN 978-4-10-771886-0
  3. 2016年9月9日発売[19]、ISBN 978-4-10-771915-7
  4. 2017年5月9日発売[20]、ISBN 978-4-10-771978-2
  5. 2018年2月9日発売[21]、ISBN 978-4-10-772049-8
- 小沢かな 『ブルーサーマル FIRST FLIGHT』 新潮社 〈BUNCH COMICS〉、全1巻
  1. 2022年2月9日発売[22][23]、ISBN 978-4-10-772464-9

### 単行本未収録作品
- ブルーサーマル -青い約束-[10][11][12]（『月刊コミック@バンチ』2022年4月号）

## VR映画
『ブルーサーマルVR-はじまりの空-』は、上田慎一郎監督による12分間の短編VR作品。出演は小野花梨、水石亜飛夢、田中偉登。公開日は2018年7月5日。配給はVR THEATER、VR CRUISE。自遊空間などで視聴可能。配信時は快活CLUBでも視聴出来たが、現在は配信停止されている。
原作どおり、妻沼滑空場で撮影が行われている。

### スタッフ（VR映画）
- 監督・脚本 - 上田慎一郎
- プロデューサー - 井西政彦、廣瀬敏、松浦順子
- 原作 - 小沢かな（新潮社パンチコミックス）
- 特別協力 - 公益財団法人日本学生航空連盟
- 撮影協力 - 妻沼滑空場、法政大学
- VRプロダクション - eje
- 制作プロダクション - ダブ
- 企画・宣伝協力：NEWCON
- 配給 - VR THEATER、VR CRUISE
- 企画・制作 - デジタルSKIPステーション
- 製作 - 埼玉県、SKIPシティ彩の国ビジュアルプラザ

## 劇場アニメ
『ブルーサーマル』のタイトルで、2022年3月4日に公開された。
同年2月1日には本作の映画と鈴与グループが、「空」が共通していることによりコラボレートを実現。鈴与グループのコマーシャルにたまきが登場する映画のシーンが使用されている。グループは1995年よりコマーシャルを制作しているが、コラボレートが実施されたのは本作が初である。

### スタッフ（劇場アニメ）
- 原作 - 小沢かな[26]
- 監督 - 橘正紀[26]
- 脚本 - 橘正紀、高橋ナツコ[26]
- キャラクターデザイン・総作画監督 - 谷野美穂[26]
- 美術監督 - 山子泰弘[26]
- 色彩設計 - 橋本賢[26]
- 撮影監督 - 若林優[26]
- 音響監督 - 山口貴之[26]
- 音楽 - 海田庄吾[26]
- アニメーション制作 - テレコム・アニメーションフィルム[26]
- 制作 - 東映東京撮影所[26]
- 製作 - 「ブルーサーマル」製作委員会[26]
- 配給 - 東映[26]

### 主題歌
「Blue Thermal」
SHE'Sによる主題歌。